# آيت احسين اوحند (تيمحضيت)
آيت احسين اوحند هي إحدى مشيخات المملكة المغربية، تتبع جغرافيا لإقليم إفران وإداريًا لتيمحضيت. يقدر عدد سكانها بـ 1951 نسمة حسب الإحصاء الرسمي للسكان والسكنى لسنة 2004.